# 毛地花菌属
毛地花菌属（学名：Laeticutis）是红菇目下的一个属。科的地位未定。

## 下属物种
本属包括以下物种：
- 冠突毛地花菌 Laeticutis cristata (Schaeff.) Audet